# I Was Born to Love You
"I Was Born to Love You" é um single do cantor Freddie Mercury, original do álbum Mr. Bad Guy, de 1985. Após a morte de Mercury, o Queen re-arranjou a canção para o álbum Made in Heaven, de 1995, com os demais membros desempenhando suas partes instrumentais sobre a faixa original transformando a música de disco para rock.
A versão do Queen no álbum Made In Heaven, também inclui vocais de Mercury tiradas de "A Kind of Magic" do álbum homônimo e de "Living On My Own", de seu álbum Mr. Bad Guy.
O vídeo para da versão original, de Freddie Mercury da canção foi dirigido por David Mallet e filmado no Limehouse Studios, em Londres e dispõe de Freddie cantando na frente de uma parede de espelhos.
O vídeo para o álbum Made in Heaven foi dirigido por Richard Heslop para o British Film Institute, e foi incluído no Made in Heaven: The Films. Ele apresenta os habitantes de um bloco de apartamentos do conselho, mostrando pessoas de todas as orientações sexuais. Casais se beijam, as crianças brincam, e os adolescentes roubam e destroem um carro em um filme preto e branco. O áudio também usa a edição vinil.
No Brasil a canção fez parte da trilha sonora internacional da telenovela "A Gata Comeu" de Ivani Ribeiro em 1985. Esta música foi tema geral da obra e também do personagem Tony, interpretado por Roberto Pirillo.
Em 2004 um novo clipe foi editado para o arranjo do álbum Made In Heaven, misturando cenas do Queen ao vivo nos palcos com o videoclipe da versão original de 1985.  

## Ficha técnica
Versão original
- Freddie Mercury - vocais, sintetizadores, piano
- Fred Mandel - piano, sintetizador, guitarra
- Paul Vincent - guitarra
- Curt Cress - bateria
- Stephan Wissnet - baixo, Fairlight CMI
- Reinhold Mack - Fairlight CMI

Versão do Queen
- Freddie Mercury - vocais, piano, teclados
- Brian May - guitarra elétrica, teclados
- Roger Taylor - bateria
- John Deacon - baixo